# Man of the Hour
Man of the Hour är en sång skriven av Pearl Jam till Tim Burtons Big Fish. Den framfördes för första gången den 22 oktober 2003 på Benaroya Hall i Seattle och släpptes i november samma år som singel. Låten spelas under sluttexterna till filmen men är ändå spår nummer ett på det officiella soundtracket.
Låten handlar om en ung man som tar farväl av sin döende far och följs enligt Eddie Vedder upp av låten "Come Back" från bandets senaste skiva, Pearl Jam, där samma unga man pratar med sin far två månader efter att denna dött.
Vedder, som skrev låten, nominerades till en Golden Globe för bästa originallåt men förlorade till Annie Lennox "Into the West" från Sagan om konungens återkomst.
Efter Johnny Ramones bortgång den 15 september 2004 har Vedder dedicerat låten till honom på flera konserter.

## Låtlista
1. "Man of the Hour" (Vedder) - 3:46
2. "Man of the Hour" (Demo) - 3:53